# Zsombor
Zsombor est un prénom hongrois masculin.

## Étymologie
Cet ancien nom hongrois, "Ssombor", d'origine turque ou bulgare, désignerait un bison.
L'anthroponyme qualifie quelqu'un de divin ou de sublime.

## Équivalents
- Sombor, Zombor

## Personnalités portant ce prénom
- Pour l'ensemble des articles sur les personnes portant ce prénom, consulter :
  - la liste des articles dont le titre commence par ce prénom
  - les listes produites par Wikidata : Liste des personnes de prénom « Zsombor » — même liste en incluant les éventuels prénoms composés qui contiennent « Zsombor ».

## Fête
Les "Zsombor" se fêtent en général le 22 août.